# Municipio de Franklin (condado de Floyd)
El municipio de Franklin (en inglés: Franklin Township) es un municipio ubicado en el condado de Floyd en el estado estadounidense de Indiana. En el año 2010 tenía una población de 1499 habitantes y una densidad poblacional de 24,6 personas por km².

## Geografía
El municipio de Franklin se encuentra ubicado en las coordenadas 38°13′22″N 85°54′35″O / 38.22278, -85.90972. Según la Oficina del Censo de los Estados Unidos, el municipio tiene una superficie total de 60.93 km², de la cual 60,6 km² corresponden a tierra firme y (0,55 %) 0,34 km² es agua.

## Demografía
Según el censo de 2010, había 1499 personas residiendo en el municipio de Franklin. La densidad de población era de 24,6 hab./km². De los 1499 habitantes, el municipio de Franklin estaba compuesto por el 98,53 % blancos, el 0,13 % eran afroamericanos, el 0,27 % eran amerindios, el 0,2 % eran asiáticos y el 0,87 % eran de una mezcla de razas. Del total de la población el 0,53 % eran hispanos o latinos de cualquier raza.